# SPSS
SPSS Statistics (аббревиатура англ. «Statistical Package for the Social Sciences» — «статистический пакет для общественных наук») — компьютерная программа для статистической обработки данных, один из лидеров рынка в области коммерческих статистических продуктов, предназначенных для проведения прикладных исследований в общественных науках.
28 июля 2009 компания объявила, что она была приобретена компанией IBM за 1,2 млрд долл. США. По состоянию на январь 2010 года компания стала называться «SPSS: An IBM Company».
По мнению некоторых авторов, SPSS «занимает ведущее положение среди программ, предназначенных для статистической обработки информации».

## История
Норман Най, Хедли Халл и Дейл Бент разработали первую версию системы в 1968 году, затем этот пакет развивался в рамках Чикагского университета. Первое пользовательское руководство вышло в 1970 году в издательстве McGraw-Hill, а с 1975 года проект выделился в отдельную компанию SPSS Inc. Первая версия пакета под Microsoft Windows вышла в 1992 году. На данный момент также существуют версии под Mac OS X и Linux.
В 2009 году компания SPSS произвела ребрендинг своего статистического пакета, который теперь стал называться PASW Statistics (Predictive Analytics SoftWare). 29 июля 2009 года компания SPSS объявила о том, что она приобретается фирмой IBM.

## Возможности
- Ввод и хранение данных.
- Возможность использования переменных разных типов.
- Частотность признаков, таблицы, графики, таблицы сопряжённости, диаграммы.
- Первичная описательная статистика.
- Маркетинговые исследования
- Анализ данных маркетинговых исследований

## Модули
- IBM SPSS Statistics Base
- IBM SPSS Advanced Statistics
- IBM SPSS Bootstrapping
- IBM SPSS Categories
- IBM SPSS Complex Samples
- IBM SPSS Conjoint
- IBM SPSS Custom Tables
- IBM SPSS Data Preparation
- IBM SPSS Decision Trees
- IBM SPSS Direct Marketing
- IBM SPSS Exact Tests
- IBM SPSS Forecasting
- IBM SPSS Missing Values
- IBM SPSS Neural Networks
- IBM SPSS Regression

## История версий
- SPSS 15.0.1 — Ноябрь 2006 года
- SPSS 16.0.2 — Апрель 2008 года
- SPSS Statistics 17.0.1 — Декабрь 2008 года
- PASW Statistics 17.0.3 — Сентябрь 2009 года
- PASW Statistics 18.0 — Август 2009 года
- PASW Statistics 18.0.1 — Декабрь 2009 года
- PASW Statistics 18.0.2 — Апрель 2010 года
- IBM SPSS Statistics 19 — Август 2010 года
- IBM SPSS Statistics 20 — Август 2011 года
- IBM SPSS Statistics 21 — Сентябрь 2012 года
- IBM SPSS Statistics 22 — Сентябрь 2013 года
- IBM SPSS Statistics 23 — 2015 год
- IBM SPSS Statistics 24 — Март 2016 года
- IBM SPSS Statistics 25 — Июль 2017 года
- IBM SPSS Statistics 26 — 2018 год
- IBM SPSS Statistics 27 — Июнь 2019 года
- IBM SPSS Statistics 28 — Май 2021 года

## Системные требования
IBM SPSS Statistics функционирует под управлением Windows XP, Windows Vista (32- или 64-разрядных редакций), Windows 7, Windows 8, Windows 10, Mac OS X 10.5, Mac OS X 10.6 и Linux для x86.